# Гоголєв Іван Михайлович
Іван Михайлович Гоголєв (псевдонім — Киндил; нар. 18 січня 1930, Вілюйськ — пом. 22 листопада 1998, Покровськ) — якутський письменник, поет і драматург; член Спілки письменників СРСР з 1957 року.

## Біографія
Народився 18 січня 1930 у місті Вілюйську Якутської АРСР СРСР (тепер Республіка Саха, РФ) в сім'ї вчителя. 1954 року закінчив Літературний інститут імені Горького в Москві.
Працював редактором Якутського книжкового видавництва і викладачем мови та літератури в середній школі. Член КПРС з 1960 року. Обирався депутатом Верховної Ради Якутської АРСР. Помер в Покровську 22 листопада 1998 року.

## Творчість
Друкувався з 1948 року. Автор книг:
- «Иҥирар уоттар» / «Ті, що кличуть вогні» (1952, вірші);
- «В далеку дорогу» (1956);
- «На Тихому океані» (1956);
- «Саме дороге» (1958)
- «Крила» (1959);
- «Кун хайата» / «Сонячна гора» (1962, роман у віршах присвячений повоєнній якутській молоді);
- «Перші іскри» (1964);
- «Лірика» (1965);
- «Сардана» (1967);
- «Хара кыталык» / «Чёрный стерх») (роман-трилогія);
- «Помста шамана» (1992).

Книги видавалися якутською і російською мовами в Якутську і Москві.
Також відомий як драматург. Його драми і комедії «Нара Суох», «Майське небо», «Кам'яний олень», «Бережіть чоловіків», «Ранок Туймади» та інші склали основу репертуару Якутського драматичного театру в 1960—1970-ті роки. Автор казок-п'єс для дітей з фольклорних мотивів. Написав лібрето для першої якутської оперети «Квітка Півночі».
Публікувався в журналах «Дружба народов», «Октябрь», «Смена», «Юность», «Сибирские огни», «Хотугу сулус» («Полярная звезда»).

## Відзнаки
- Орден «Знак Пошани»;
- Народний поет Якутської АРСР з 1990 року;
- Заслужений діяч мистецтв Якутської АРСР;
- Премія Якутського комсомолу;
- Літературні премії Спілки письменників Росії і Якутії;
- Почесний громадянин Вілюйського улусу;
- Заслужений працівник культури Російської Федерації з 1998 року[2].